# Jefriem Prużanski
Jefriem Abramowicz Prużanski (ros. Ефрем Аврамович Пружанский, ukr. Єфрем Аврамович Пружанський; ur. 6 maja 1930 w Kijowie, zm. 21 listopada 1995) – radziecki animator oraz reżyser filmów animowanych. Znany m.in. z wyreżyserowania adaptacji filmowych utworów Lewisa Carrolla Alicja w Krainie Czarów (1981) i Alicja po drugiej stronie lustra (1982).

## Życiorys
W 1955 roku ukończył Kijowski Instytut Inżynieryjno-Budowlany. Pracował jako architekt oraz malarz, od 1964 jako animator, a od 1968 jako reżyser studia Kijewnauczfilm. Członek Związku Filmowców Ukraińskiej SRR.

## Wybrana filmografia

### Reżyser
- 1973: Łowienie wzbronione
- 1981: Alicja w Krainie Czarów
- 1982: Alicja po drugiej stronie lustra

### Animator
- 1966: Dlaczego kogut ma krótkie spodenki
- 1966: Niepokoje kogucika